# Pierre Lepautre
Pierre Lepautre o Le Pautre (París, c. 1652–Versalles, 16 de noviembre de 1716) fue un arquitecto, grabador, diseñador y decorador francés. Enmarcado en el estilo Luis XIV, sus diseños influyeron en el desarrollo inicial del estilo rococó. También conocido como Pierre I Lepautre para diferenciarlo de su primo el escultor Pierre II Lepautre (1659-1744).

## Biografía

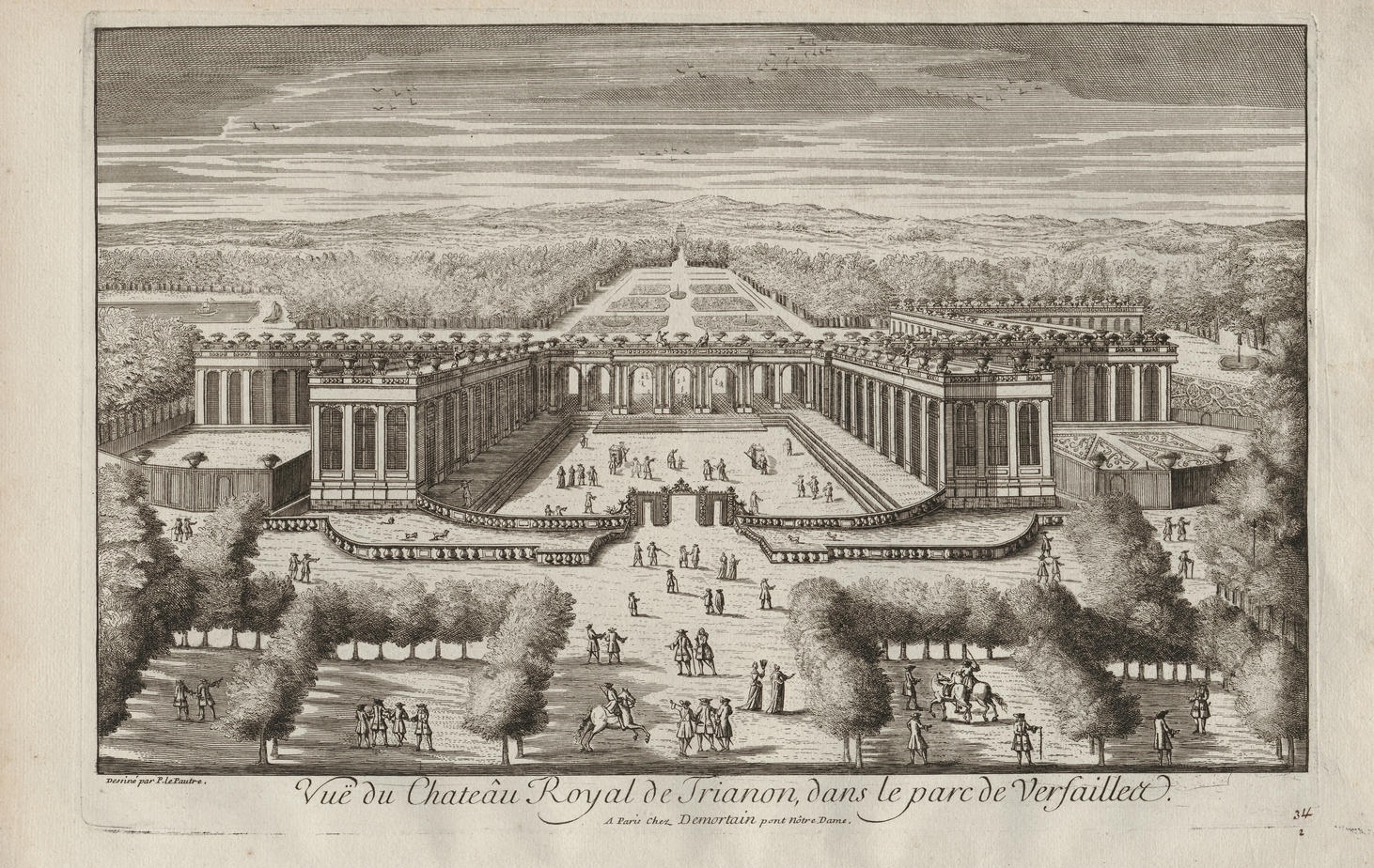
Vista del Château Royal de Trianon en el parque de Versalles (1715, Les Plans, Profils, Et Elevations, Des Ville, Et Château De Versailles)

Era hijo del grabador Jean Lepautre, uno de los creadores del estilo Luis XIV, y sobrino del arquitecto Antoine Lepautre. Trabajó desde 1699 como dibujante y diseñador en Versalles, a las órdenes de Jules Hardouin-Mansart. Sus diseños influyeron en la génesis del rococó, al romper con la simetría y rigidez del estilo Luis XIV.